# Žukovo
Žukovo este o localitate din comuna Ribnica, Slovenia, cu o populație de 9 locuitori.